# Marius Rizea
Marius Rizea (n. 24 noiembrie 1975, Râmnicu Vâlcea, Vâlcea, România) este un actor român de teatru și film. A absolvit Academia de Teatru și Film la clasa prof. univ. Dem Rădulescu, asist. univ. George Ivașcu în anul 1998 cu rolul de absolvire Kocikariov din Căsătoria de N.V.Gogol. După absolvire a activat pe scenele de la Teatrul Andrei Mureșanu Sfântu Gheorghe (1998), Teatrul Ion Creangă București (2001-2002) și Teatrul Național București din 2002 până în prezent.

## Activitate artistică

### Teatrografie
.    Căpitanul Horace Vale în Secretul familiei Posket, regia Dan Tudor 2023
Iordache în D’ale carnavalului de Ion Luca Caragiale, regia Alexandru Dabija 2018
- Pamfil în  Preșul de Ion Băieșu, regia Mircea Cornișteanu, 2019
- Bestujev în  Papagalul mut - Istorii aproape adevărate despre un spion aproape uitat, text și regie Nae Caranfil, 2018
- Mogârdici în  Viforul de Barbu Ștefănescu Delavrancea, regia Alexandru Dabija, 2018
- Generalul în  Recviem de Matei Vișniec, regia Alexandru Dabija, 2016
- Titu Micșoreanu, milionar în  Allegro, ma non troppo de Ion Minulescu, regia Răzvan Popa, 2014
- Doctorul în  Micul infern de Mircea Ștefănescu, regia Mircea Cornișteanu, 2013
- Tache Farfuridi în  Scrisoarea după O scrisoare pierdută de I.L. Caragiale, regia Horațiu Mălăele, 2012
- Primarul în  Vizita bătrânei doamne de Friedrich Dürrenmatt, regia Alexander Morfov, 2011
- Simeonov-Pișcik, Boris Borisovici în Livada de vișini de A.P. Cehov, regia Felix Alexa, 2010
- Cleant în  Tartuffe de Molière, regia Andrei Belgrader, 2009
- Diaconul în Un duel după A. P. Cehov, regia Alexandru Dabija, 2009
- Attilio în  Sâmbătă, duminică, luni de Eduardo De Filippo, regia Dinu Cernescu, 2007
- Tom Finley în  Dulcea pasăre a tinereții de Tennessee Williams, regia Tudor Mărăscu, 2005
- Gullielmo în  Patimile Sfântului Tomasso D`Aquino de Alex Mihai Stoenescu, regia Grigore Gonța, 2005
- Doftorul Klingensporn în  Apus de soare de Barbu Ștefănescu Delavrancea, regia Dan Pița, 2004
- Fundulea în  Visul unei nopți de vară de William Shakespeare, regia Felix Alexa, 2003
- Cetățeanul turmentat în  O scrisoare pierdută de I.L. Caragiale, regia Grigore Gonța, 2003
- Vasilică în  Crimă pentru pământ după Dinu Săraru, regia Grigore Gonța, 2002
- Un catindat în  D'ale carnavalului de I.L. Caragiale, regia Gelu Colceag, 2002
- Sache în  Mofturi la Union după I.L. Caragiale, regia Gelu Colceag, 2002
- Ioan-fără-țară în  Leul în iarnă de James Goldman, regia Petre Bokor, 2002
- Funcționarul de la calculație 2, Îngrijitorul, Ospătarul, Grefierul, Preotul - Machinal de Sophie Treadwell, regia Alexander Hausvater, 2000
- Henrich, Soldatul în  Țăranul baron de Ludvig Holberg, regia Lucian Giurchescu

### Filmografie
- Filantropica (2002) - elevul Bucescu
- Restul e tăcere (2008) - patronul unei cafenele
- Cornel - „Milionar la minut”, regia Constantin Dicu
- #dogpoopgirl (2021)

### Televiziune
- Mutu - „Burlacii", serial TVR 1
- Ioan-fără-țară - „Leul în iarnă", de James Goldman, Teatru TV
- Turcu - „Mangalița", regia Goerge Dogaru, serial Antena 1
- Ilie - ,,Adela", regia Radu Grigore, Ruxandra Ion, serial Antena 1

## Nominalizări și premii
- Premiul pentru „cel mai bun actor” la Gala Tânărului Actor, Mangalia, 2001
- Premiul de popularitate cu firma Tetra Pak - Tibco, 1996
- Premiul I în campania publicitară Berceni S.A.- Romexpom, 2001
- Medalia Meritul Cultural clasa a III-a, 2004[2][3]